# ルマン・LM05C
ルマン・LM05Cは、1985年全日本耐久選手権（後のJSPC）参戦用にルマンガレージ（現株式会社ルマン）が開発したグループCカー。

## 概要
エンジンは日産の2.3L 直列4気筒ターボ FJ23型を搭載。同時期にV型6気筒 VG30型搭載車がデビューしたため、日産最後の直列4気筒エンジン搭載Cカーである。
デビューレースは1985年富士500マイル（0周リタイヤ）。続く鈴鹿1000kmでもリタイヤに終るが、豪雨となったWEC-JAPANでは中子修の手により2位入賞と大金星を上げる。最終戦富士500kmでは予選で8番手と好位置を得るものの、決勝ではクラッシュし0周リタイヤに終る。この年のスポンサーはアパレルのパーソンズ。
翌1986年は、チームルマンにもVG30が供給されることになり、LM05Cにも搭載されテストされたが、シャシー剛性が不足しVG30のパワーを受け止めることができず断念。チームルマンはマーチ・86Gシャシーを導入することとなる。
エンジンを失ったがLM05Cだが、トヨタから2.1L 直列4気筒ターボ4T-G型の供給を受けることとなり、また新スポンサーとしてキャラ・インターナショナルが付き、第4戦鈴鹿1000kmからLM06/トヨタとして参戦を再開する。最終戦富士500kmでは10位入賞する。
1987年シーズンは、4バルブの3S-G型の供給を受け、リアカウルを改良しLM07/トヨタの名前でエントリー。富士1000km、鈴鹿1000kmで7位入賞した他、雨天となった富士500km予選では中子の手により2位、同じく雨の富士500マイルでも快走する。スポンサーはアパレルのベストハウスだった。
参戦はこの年限りで、以降ルマンガレージのグループCカーは製作されていない。